# Евен Говланд
Евен Говланн (норв. Even Hovland, нар. 14 лютого 1989, Вадгейм) — норвезький футболіст, захисник шведського клубу «Броммапойкарна» та національної збірної Норвегії.

## Клубна кар'єра
Народився 14 лютого 1989 року. Вихованець юнацьких команд футбольних клубів «Вадгейм» та «Гоянг».
У дорослому футболі дебютував 2007 року виступами за команду другого за рівнем дивізіону Норвегії «Согндал». Під час розминки на матч відкриття сезону 2009 року проти «Генефосса» Говланд зламав ногу і пропустив майже весь сезон, а на початку 2010 року був на перегляді в англійському «Манчестер Юнайтеді», але контракт із клубом не підписав. Натомість за підсумками сезону 2010 року Евен із «Согндалом» зайняв перше місце і вийшов до вищого дивізіону країни. Там у сезоні 2011 року був основним гравцем і за результатами турніру був визнаний найкращим захисником Норвегії.
У підсумку 6 січня 2012 року він підписав контракт з одним із місцевих грандів клубом «Молде». Розпочав як основний гравець команди, але у кваліфікаційному матчі Ліги чемпіонів 2012/13 проти швейцарського «Базеля» Евен отримав пошкодження і був змушений покинути поле після 25 хвилин. Травма коліна вивела його з гри до кінця сезону 2012, у якому «Молде» став чемпіоном країни. Після відновлення Говланд знову став основним гравцем і виграв з командою Кубок Норвегії у 2013 році.
14 червня 2014 року підписав трирічний контракт із німецьким «Нюрнбергом». Відіграв за нюрнберзький клуб наступні три сезони своєї ігрової кар'єри у Другій Бундеслізі. Більшість часу, проведеного у складі «Нюрнберга», був основним гравцем захисту команди, після чого 11 вересня 2017 року Говланд повернувся до клубу «Согндал», з яким у сезоні 2017 року вилетів з вищого дивізіону країни.
4 квітня 2018 року Евен підписав контракт на три з половиною роки з клубом «Русенборг» і в тому ж році виграв з командою золотий дубль. Станом на 10 грудня 2018 року відіграв за команду з Тронгейма 27 матчів у національному чемпіонаті.
У лютому 2025 року Евен Говланд на правах вільного агента перейшов до складу іншого шведського клубу — «Броммапойкарна».

## Виступи за збірні
2006 року дебютував у складі юнацької збірної Норвегії, взяв участь у 23 іграх на юнацькому рівні, відзначившись 3 забитими голами.
Протягом 2009—2012 років його залучали до складу молодіжної збірної Норвегії. На молодіжному рівні зіграв у 8 офіційних матчах.
Говланна вперше викликали до складу національної збірної Норвегії у кваліфікаційному матчі на чемпіонат Європи 2012 року проти збірної Кіпру 11 жовтня 2011 року, замінивши Бреде Гангеланна, у якого був перебір жовтих карток. Сам дебют у національній команді відбувся 15 січня 2012 року в товариському матчі проти збірної Данії. 29 лютого цього ж року Говланн повинен був знову замінити Гангеланна в товариському матчі проти збірної Північної Ірландії, але був узятий в клуб на збори в Іспанії.
| Дата       | Місто         | Господарі         | Результат | Гості       | Турнір                               | Голи | Примітки |
| ---------- | ------------- | ----------------- | --------- | ----------- | ------------------------------------ | ---- | -------- |
| 15-1-2012  | Бангкок       | Данія             | 1 – 1     | Норвегія    | товариський матч                     | -    |          |
| 18-1-2012  | Бангкок       | Таїланд           | 0 – 1     | Норвегія    | товариський матч                     | -    |          |
| 21-1-2012  | Бангкок       | Південна Корея    | 3 – 0     | Норвегія    | товариський матч                     | -    | 46'      |
| 18-1-2014  | Абу-Дабі      | Польща            | 3 – 0     | Норвегія    | товариський матч                     | -    | 46'      |
| 8-6-2015   | Осло          | Норвегія          | 0 – 0     | Швеція      | товариський матч                     | -    | 46'      |
| 12-6-2015  | Осло          | Норвегія          | 0 – 0     | Азербайджан | Відбір до ЧЄ 2016                    | -    |          |
| 3-9-2015   | Софія (місто) | Болгарія          | 0 – 1     | Норвегія    | Відбір до ЧЄ 2016                    | -    |          |
| 6-9-2015   | Осло          | Норвегія          | 2 – 0     | Хорватія    | Відбір до ЧЄ 2016                    | -    |          |
| 10-10-2015 | Осло          | Норвегія          | 2 – 0     | Мальта      | Відбір до ЧЄ 2016                    | -    |          |
| 13-10-2015 | Рим           | Італія            | 2 – 1     | Норвегія    | Відбір до ЧЄ 2016                    | -    |          |
| 12-11-2015 | Осло          | Норвегія          | 0 – 1     | Угорщина    | Відбір до ЧЄ 2016                    | -    |          |
| 15-11-2015 | Будапешт      | Угорщина          | 2 – 1     | Норвегія    | Відбір до ЧЄ 2016                    | -    |          |
| 24-3-2016  | Таллінн       | Естонія           | 0 – 0     | Норвегія    | товариський матч                     | -    |          |
| 29-3-2016  | Осло          | Норвегія          | 2 – 0     | Фінляндія   | товариський матч                     | -    |          |
| 29-5-2016  | Порту         | Португалія        | 3 – 0     | Норвегія    | товариський матч                     | -    |          |
| 1-6-2016   | Осло          | Норвегія          | 3 – 2     | Ісландія    | товариський матч                     | -    |          |
| 5-6-2016   | Брюссель      | Бельгія           | 3 – 2     | Норвегія    | товариський матч                     | -    |          |
| 31-8-2016  | Осло          | Норвегія          | 0 – 1     | Білорусь    | товариський матч                     | -    |          |
| 4-9-2016   | Осло          | Норвегія          | 0 – 3     | Німеччина   | Відбір до ЧС 2018                    | -    |          |
| 8-10-2016  | Баку          | Азербайджан       | 1 – 0     | Норвегія    | Відбір до ЧС 2018                    | -    |          |
| 11-10-2016 | Осло          | Норвегія          | 4 – 1     | Сан-Марино  | Відбір до ЧС 2018                    | -    |          |
| 11-11-2016 | Прага         | Чехія             | 2 – 1     | Норвегія    | товариський матч                     | -    |          |
| 26-3-2017  | Белфаст       | Північна Ірландія | 2 – 0     | Норвегія    | Відбір до ЧС 2018                    | -    |          |
| 13-6-2017  | Осло          | Норвегія          | 1 – 1     | Швеція      | товариський матч                     | -    |          |
| 13-10-2018 | Осло          | Норвегія          | 1 – 0     | Словенія    | Ліга націй УЄФА 2018-2019 - 1-й етап | -    |          |
| 5-9-2019   | Осло          | Норвегія          | 2 – 0     | Мальта      | Відбір до ЧЄ 2020                    | -    |          |
| 12-10-2019 | Осло          | Норвегія          | 1 – 1     | Іспанія     | Відбір до ЧЄ 2020                    | -    | 30'      |
| 15-10-2019 | Бухарест      | Румунія           | 1 – 1     | Норвегія    | Відбір до ЧЄ 2020                    | -    |          |
| 7-9-2020   | Белфаст       | Північна Ірландія | 1 – 5     | Норвегія    | Ліга націй УЄФА 2020-2021 - 1-й етап | -    |          |
| Усього     |               | Матчів            | 29        |             | Голів                                | 0    |          |

## Титули і досягнення

### Командні
- Чемпіон Норвегії (2):

«Молде»: 2012
«Русенборг»: 2018
- Володар Кубка Норвегії (1):

«Молде»: 2013
«Русенборг»: 2018
- Володар Суперкубка Норвегії (1):

«Русенборг»: 2018
- Чемпіон Швеції (1):

«Геккен»: 2022
- Володар Кубка Швеції (1):

«Геккен»: 2022-23

### Особисті
- Захисник року Аллсвенскан: 2022[13]